# Sainte-Anastasie, Gard
Sainte-Anastasie là một xã ở tỉnh Gard. Xã này có diện tích 43,64 km², dân số năm 1999 là 1270 người. Khu vực này có độ cao trung bình 70 mét trên mực nước biển.

## Points of interest
- Arboretum Sainte-Anastasie
- Saint-Nicolas-de-Campagnac Bridge